# بوروس (السويد)
بوروس هي مدينة ومقر بلدية بوروس بمقاطعة فسترا يوتالاند السويدية. بلغ عدد سكانها 66,273 نسمة حسب إحصائيات عام 2010.

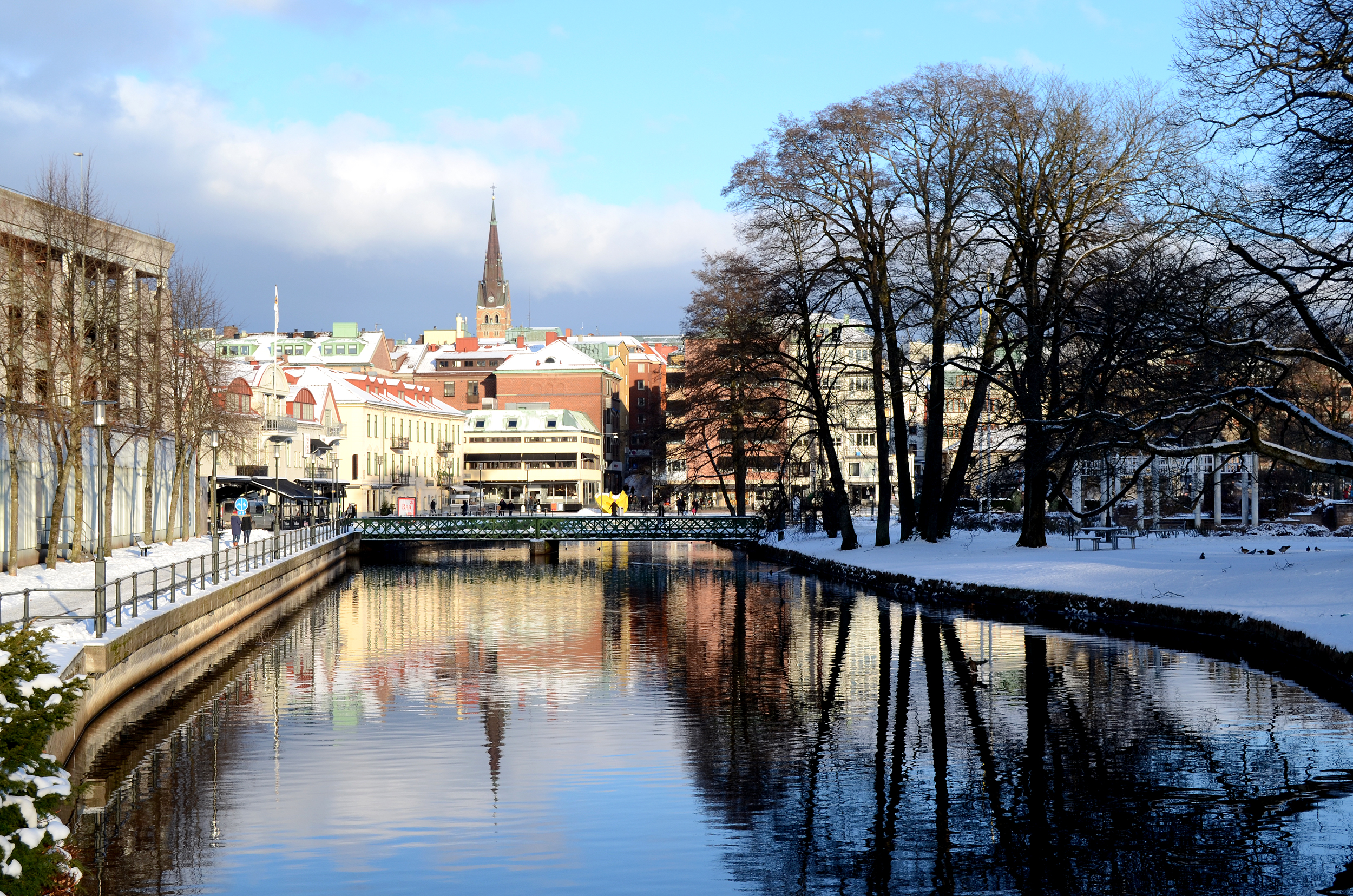
بوروس (السويد)

## المناخ
يظهر الجدول التالي التغييرات المناخية على مدار السنة لبوروس:
| البيانات المناخية لـبوروس              | البيانات المناخية لـبوروس | البيانات المناخية لـبوروس | البيانات المناخية لـبوروس | البيانات المناخية لـبوروس | البيانات المناخية لـبوروس | البيانات المناخية لـبوروس | البيانات المناخية لـبوروس | البيانات المناخية لـبوروس | البيانات المناخية لـبوروس | البيانات المناخية لـبوروس | البيانات المناخية لـبوروس | البيانات المناخية لـبوروس | البيانات المناخية لـبوروس |
| الشهر                                  | يناير                     | فبراير                    | مارس                      | أبريل                     | مايو                      | يونيو                     | يوليو                     | أغسطس                     | سبتمبر                    | أكتوبر                    | نوفمبر                    | ديسمبر                    | المعدل السنوي             |
| -------------------------------------- | ------------------------- | ------------------------- | ------------------------- | ------------------------- | ------------------------- | ------------------------- | ------------------------- | ------------------------- | ------------------------- | ------------------------- | ------------------------- | ------------------------- | ------------------------- |
| الدرجة القصوى °م (°ف)                  | 10.0 (50.0)               | 16.4 (61.5)               | 20.0 (68.0)               | 27.5 (81.5)               | 30.0 (86.0)               | 33.1 (91.6)               | 36.0 (96.8)               | 33.2 (91.8)               | 28.0 (82.4)               | 22.5 (72.5)               | 13.6 (56.5)               | 11.2 (52.2)               | 36.0 (96.8)               |
| الحد الأقصى المتوسط °م (°ف)            | 6.8 (44.2)                | 7.3 (45.1)                | 13.5 (56.3)               | 19.3 (66.7)               | 25.3 (77.5)               | 27.0 (80.6)               | 28.9 (84.0)               | 27.6 (81.7)               | 22.9 (73.2)               | 16.4 (61.5)               | 11.0 (51.8)               | 8.1 (46.6)                | 29.8 (85.6)               |
| متوسط درجة الحرارة الكبرى °م (°ف)      | 0.9 (33.6)                | 1.4 (34.5)                | 5.4 (41.7)                | 11.7 (53.1)               | 17.0 (62.6)               | 19.8 (67.6)               | 22.3 (72.1)               | 20.7 (69.3)               | 17.0 (62.6)               | 10.7 (51.3)               | 5.9 (42.6)                | 2.9 (37.2)                | 11.3 (52.4)               |
| المتوسط اليومي °م (°ف)                 | −1.5 (29.3)               | −1.4 (29.5)               | 1.4 (34.5)                | 6.6 (43.9)                | 11.6 (52.9)               | 14.7 (58.5)               | 17.3 (63.1)               | 16.3 (61.3)               | 12.8 (55.0)               | 7.5 (45.5)                | 3.7 (38.7)                | 0.6 (33.1)                | 7.5 (45.4)                |
| متوسط درجة الحرارة الصغرى °م (°ف)      | −3.9 (25.0)               | −4.2 (24.4)               | −2.7 (27.1)               | 1.5 (34.7)                | 6.1 (43.0)                | 9.5 (49.1)                | 12.3 (54.1)               | 11.8 (53.2)               | 8.6 (47.5)                | 4.2 (39.6)                | 1.4 (34.5)                | −1.7 (28.9)               | 3.6 (38.4)                |
| الحد الأدنى المتوسط °م (°ف)            | −14.8 (5.4)               | −13.5 (7.7)               | −11.7 (10.9)              | −4.5 (23.9)               | −0.6 (30.9)               | 4.1 (39.4)                | 7.5 (45.5)                | 5.9 (42.6)                | 1.7 (35.1)                | −3.1 (26.4)               | −6.3 (20.7)               | −10.7 (12.7)              | −17.9 (−0.2)              |
| أدنى درجة حرارة °م (°ف)                | −29.0 (−20.2)             | −34.1 (−29.4)             | −26.0 (−14.8)             | −17.0 (1.4)               | −6.5 (20.3)               | −3.0 (26.6)               | 0.0 (32.0)                | −0.5 (31.1)               | −5.0 (23.0)               | −14.0 (6.8)               | −18.5 (−1.3)              | −25.5 (−13.9)             | −34.1 (−29.4)             |
| الهطول مم (إنش)                        | 106.4 (4.19)              | 67.2 (2.65)               | 57.2 (2.25)               | 51.1 (2.01)               | 67.4 (2.65)               | 94.7 (3.73)               | 100.5 (3.96)              | 126.3 (4.97)              | 93.3 (3.67)               | 110.8 (4.36)              | 109.0 (4.29)              | 133.0 (5.24)              | 1٬116٫9 (43.97)           |
| المصدر #1: SMHI                        |                           |                           |                           |                           |                           |                           |                           |                           |                           |                           |                           |                           |                           |
| المصدر #2: SMHI Monthly Data 2002–2018 |                           |                           |                           |                           |                           |                           |                           |                           |                           |                           |                           |                           |                           |

## توأمة
لبوروس (السويد) اتفاقيات توأمة مع كل من:
- فايله
- إسبلكامب
- نيويورك
- ميكيلي

## أعلام
- أوفه أندرسون
- ثوري أهلكفيست
- كارل إريك غران
- إيلينا باباريزو
- إينغفار كارلسون